# Saint-Anthème
Pour les articles homonymes, voir Anthème.
Saint-Anthème est une commune française située dans le département du Puy-de-Dôme, en région Auvergne-Rhône-Alpes.

## Géographie

### Localisation
Membre du parc naturel régional Livradois-Forez dans la région Auvergne-Rhône-Alpes, la commune puydômoise est située au début de la vallée de l'Ance, rivière qui se décline en plusieurs bras et ruisseaux. Elle est dominée par les monts du Forez dont le plus haut sommet, Pierre-sur-Haute, culmine à 1 634 mètres d'altitude.

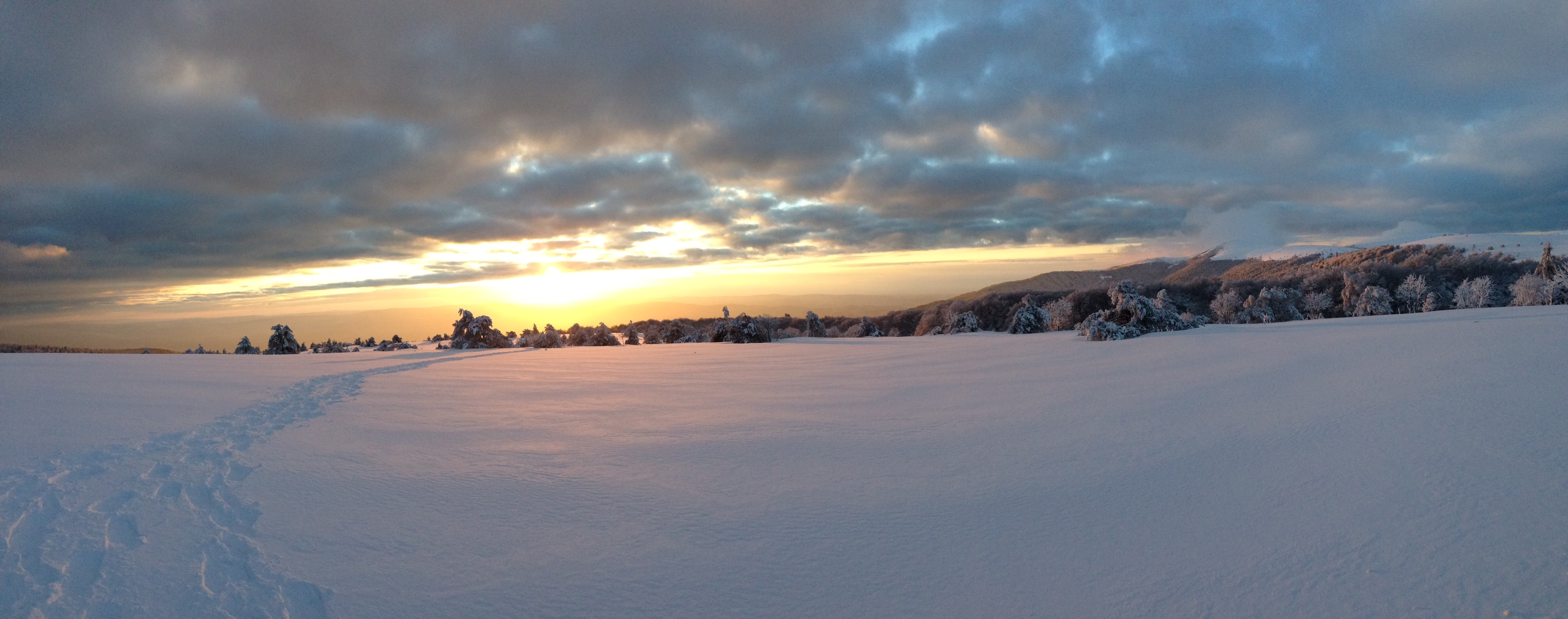
Plateau des Hautes-Chaumes.

La commune est située à 24 kilomètres au sud-ouest de Montbrison, à 22 kilomètres à l’est d’Ambert, à 50 kilomètres à l’ouest de Saint-Étienne et à 109 kilomètres au sud-est de sa préfecture, Clermont-Ferrand.

### Communes limitrophes
Ses communes limitrophes sont :
- dans le département du Puy-de-Dôme : Grandrif, Saint-Clément-de-Valorgue, Saint-Romain et Valcivières ;
- dans le département de la Loire : Bard, Gumières, Lérigneux, Roche, Saint-Bonnet-le-Courreau et Verrières-en-Forez.

| Valcivières | Saint-Bonnet-le-Courreau,               | Roche                             |
| Grandrif    | Saint-Anthème                           | Lérigneux Bard Verrières-en-Forez |
| Grandrif    | Saint-Romain, Saint-Clément-de-Valorgue | Gumières                          |

### Climat
Pour des articles plus généraux, voir Climat d'Auvergne-Rhône-Alpes et Climat du Puy-de-Dôme.
En 2010, le climat de la commune est de type climat des marges montargnardes, selon une étude du Centre national de la recherche scientifique s'appuyant sur une série de données couvrant la période 1971-2000. En 2020, Météo-France publie une typologie des climats de la France métropolitaine dans laquelle la commune est exposée à un climat de montagne ou de marges de montagne et est dans la région climatique  Nord-est du Massif Central, caractérisée par une pluviométrie annuelle de 800 à 1 200 mm, bien répartie dans l’année. 
Pour la période 1971-2000, la température annuelle moyenne est de 8,3 °C, avec une amplitude thermique annuelle de 15,9 °C. Le cumul annuel moyen de précipitations est de 892 mm, avec 10 jours de précipitations en janvier et 7,5 jours en juillet. Pour la période 1991-2020, la température moyenne annuelle observée sur la station météorologique installée sur la commune est de 6,9 °C et le cumul annuel moyen de précipitations est de 1 346,5 mm,. Pour l'avenir, les paramètres climatiques de la commune estimés pour 2050 selon différents scénarios d'émission de gaz à effet de serre sont consultables sur un site dédié publié par Météo-France en novembre 2022.
| Mois                                  | jan.           | fév.           | mars           | avril         | mai             | juin          | jui.          | août          | sep.            | oct.          | nov.             | déc.           | année      |
| ------------------------------------- | -------------- | -------------- | -------------- | ------------- | --------------- | ------------- | ------------- | ------------- | --------------- | ------------- | ---------------- | -------------- | ---------- |
| Température minimale moyenne (°C)     | −3,2           | −3,4           | −1,1           | 1,3           | 4,9             | 8,4           | 10,3          | 10,5          | 7,2             | 4,4           | 0,2              | −2,2           | 3,1        |
| Température moyenne (°C)              | −0,3           | −0,2           | 2,6            | 5,3           | 9,2             | 12,9          | 15            | 15,1          | 11,3            | 7,9           | 3                | 0,5            | 6,9        |
| Température maximale moyenne (°C)     | 2,5            | 2,9            | 6,3            | 9,3           | 13,4            | 17,4          | 19,7          | 19,7          | 15,3            | 11,3          | 5,9              | 3,3            | 10,6       |
| Record de froid (°C) date du record   | −15,8 04.01.04 | −18,5 04.02.12 | −17,9 01.03.05 | −8,8 08.04.03 | −4,6 15.05.1995 | −0,4 02.06.06 | 2,7 12.07.00  | 2 26.08.18    | −1,4 30.09.1995 | −7,9 25.10.03 | −15,9 22.11.1998 | −16,6 14.12.01 | −18,5 2012 |
| Record de chaleur (°C) date du record | 17,5 01.01.22  | 17,9 26.02.19  | 20,2 17.03.04  | 23 30.04.05   | 26,1 22.05.22   | 32,5 27.06.19 | 32,7 07.07.15 | 32,4 24.08.23 | 27,5 04.09.23   | 25,1 08.10.23 | 19 01.11.14      | 16,9 31.12.21  | 32,7 2015  |
| Précipitations (mm)                   | 103,2          | 89,5           | 87,7           | 116,5         | 132,2           | 114           | 114,4         | 110           | 104,6           | 120,8         | 138,5            | 115,1          | 1 346,5    |

## Urbanisme

### Typologie
Au 1er janvier 2024, Saint-Anthème est catégorisée commune rurale à habitat dispersé, selon la nouvelle grille communale de densité à sept niveaux définie par l'Insee en 2022.
Elle est située hors unité urbaine et hors attraction des villes,.

### Occupation des sols
L'occupation des sols de la commune, telle qu'elle ressort de la base de données européenne d’occupation biophysique des sols Corine Land Cover (CLC), est marquée par l'importance des forêts et milieux semi-naturels (75,7 % en 2018), une proportion sensiblement équivalente à celle de 1990 (75,8 %). La répartition détaillée en 2018 est la suivante : forêts (49,4 %), milieux à végétation arbustive et/ou herbacée (26,2 %), prairies (22,2 %), zones agricoles hétérogènes (1,3 %), zones urbanisées (0,7 %), eaux continentales (0,1 %). L'évolution de l’occupation des sols de la commune et de ses infrastructures peut être observée sur les différentes représentations cartographiques du territoire : la carte de Cassini (XVIIIe siècle), la carte d'état-major (1820-1866) et les cartes ou photos aériennes de l'IGN pour la période actuelle (1950 à aujourd'hui).

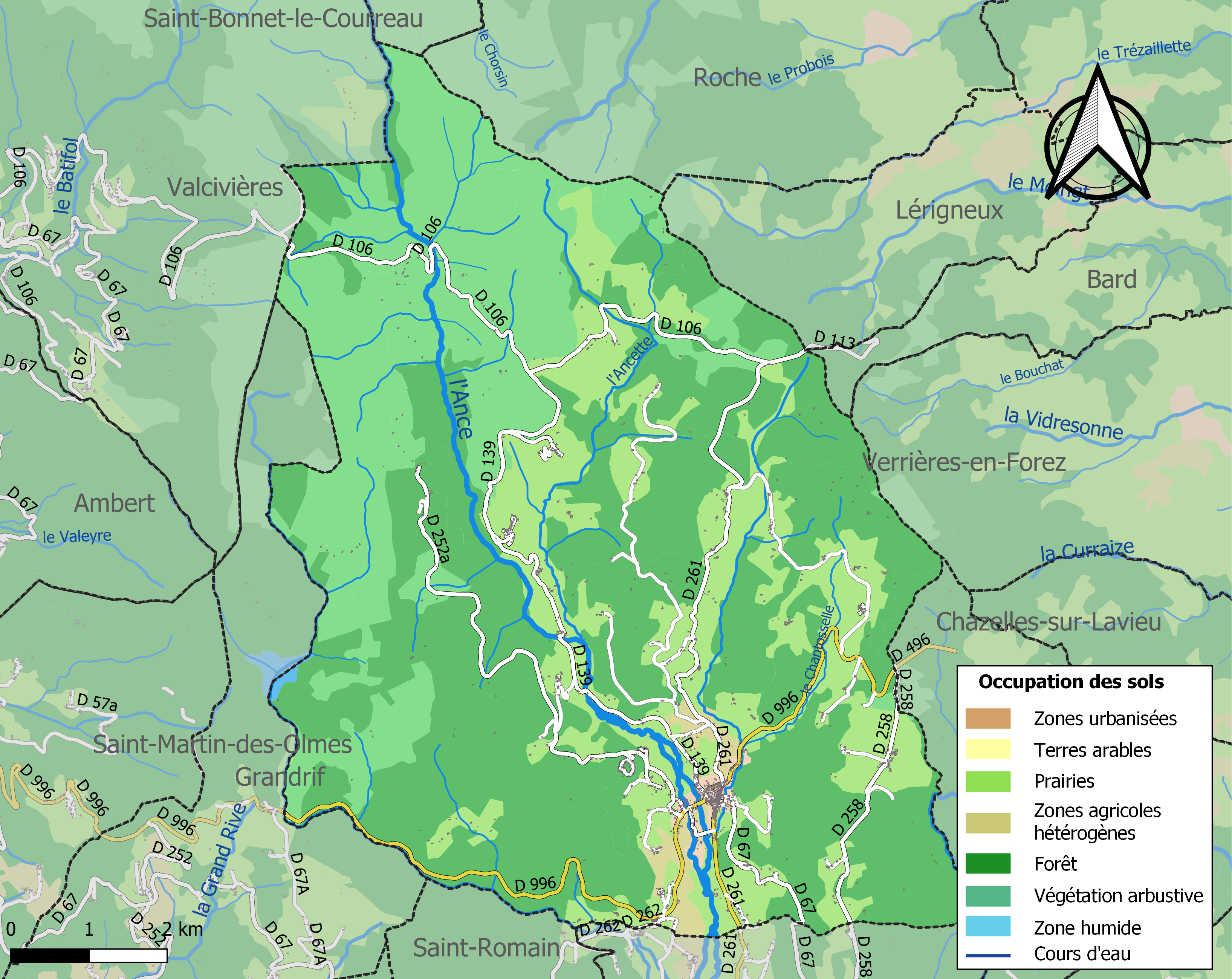
Carte des infrastructures et de l'occupation des sols de la commune en 2018 (CLC).

### Cadre communal
Le bourg abrite les commerces et la plupart des habitations. De nombreux hameaux sont occupés par des agriculteurs (élevage de vaches laitières et polyculture) mais comprennent aussi des résidences secondaires. Parmi ceux-ci, on peut noter Tronel, le Bouteillet, Gagnaire, la Faye, Le Bost, Evan, la Folléas, Ronchoux et Sichard.
Le lieu-dit le Jas du Mas accueille un gîte rural ainsi que le Coq Noir qui propose restauration et animations. À Sichard se trouve la Jasserie les Airelles avec chambres et table d'hôtes. Le village de Saint-Anthème est entouré de forêts verdoyantes où cohabitent plusieurs espèces d'animaux sauvages tels que les sangliers ou les chevreuils.

### Voies de communication et transports
Saint-Anthème se situe dans les monts du Forez à proximité de la région naturelle du Livradois qui est une région historiquement enclavée, à l'écart de l'axe de communication Clermont – Saint-Étienne passant plus au nord par Thiers et Noirétable.

#### Routes

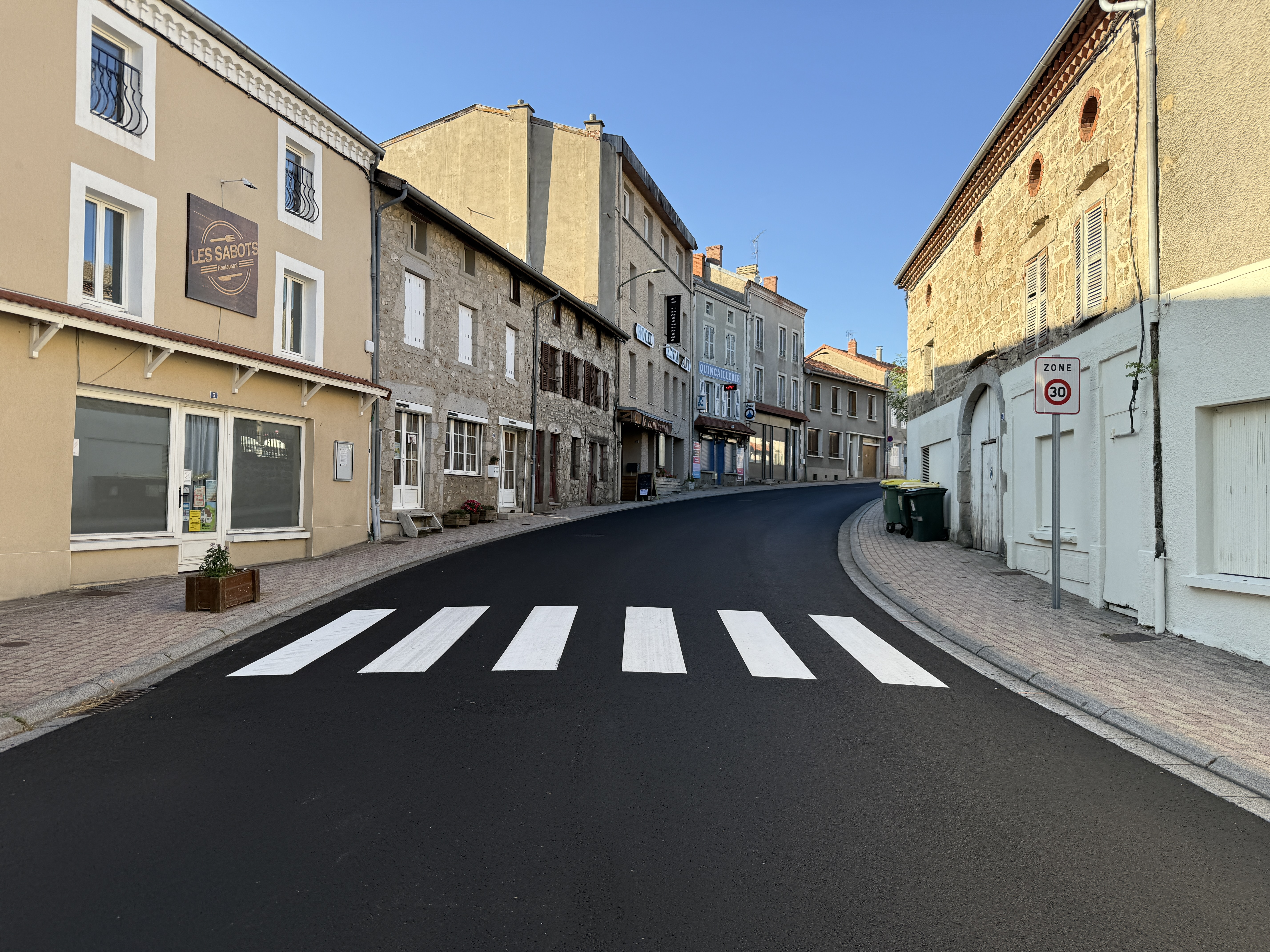
La route départementale 996.

La commune est traversée par la route départementale 996 qui la relie à Ambert vers l'Ouest et au département de la Loire vers l'Est. Elle se situe ainsi par la route à 22 kilomètres d'Ambert et de Montbrison, à 51 kilomètres de Saint-Étienne, à 111 kilomètres de Lyon et à 98 kilomètres de Clermont-Ferrand.

#### Voies ferroviaires
Aucune voie ferrée ne traverse la commune.
- La gare la plus proche est celle de Montbrison distante de 24 km desservie par des TER Rhône-Alpes à destination de Saint-Étienne-Châteaucreux.
- La gare de Saint-Étienne-Châteaucreux distante de 50 km est mieux desservie avec notamment de nombreux TER à destination de Lyon-Part-Dieu ou d'Ambérieu, et 3 A/R directs vers Paris-Gare-de-Lyon en 2 h 47 avec le TGV[16].

#### Transport aérien
- La chambre de commerce et d'industrie d'Ambert gère un petit aérodrome au sud du centre-ville d'Ambert, soit à 22 km environ de Saint-Anthème.
- Les habitants de la commune doivent se rendre à l'aéroport de Lyon-Saint-Exupéry distant de 123 kilomètres, à l'aéroport de Clermont-Ferrand distant de 90 kilomètres ou bien à l'aéroport de Saint-Étienne distant de 39 kilomètres pour effectuer des vols vers l'international.

#### Transports en commun
Aucune ligne du réseau interurbain du Puy-de-Dôme, géré par la région Auvergne-Rhône-Alpes, ne dessert la commune.

## Toponymie

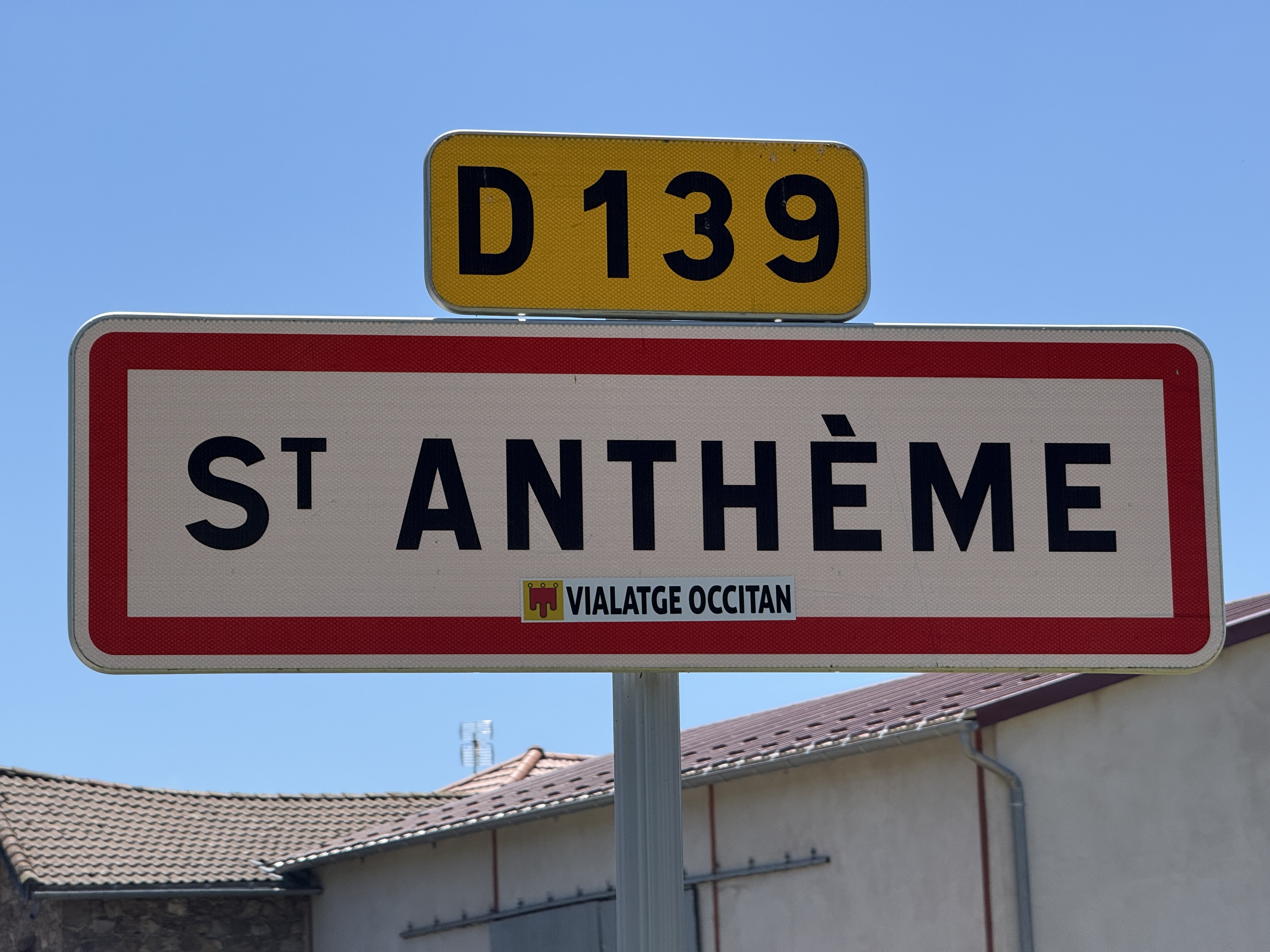
Panneau à l'entrée du village.

Le bourg s'est constitué autour d'un prieuré bâti vers l'an mil et dédié à saint Anthème, évêque de Poitiers.

## Histoire
Autour de l'an mil, un prieuré bénédictin fut établi sur un éperon dominant la rivière l'Ance. Les origines du village de Saint-Anthème remontent au Moyen Âge lorsque le comte de la Roue fit construire le château de la Roue dont on peut encore voir le donjon.
En 1575, Marc seigneur de la Roue fit construire un château mi-féodal mi-Renaissance en contrebas dans l'actuel bourg du village. Ce château comprenait plusieurs habitations, des écuries, des caves ainsi que des tours en culs-de-lampe. Le relais entre les deux châteaux amène de nombreux habitants à la fois commerçants, officiers, et divers corps de métiers artisanaux qui firent construire de nombreuses habitations. Dans le même temps, au cours des XVIe et XVIIe siècles, on assiste à un accroissement de l'activité de la commune avec la création de la « grande rue » qui donne un meilleur accès à l'église et au marché, une halle sera notamment construite en 1614 et s'écroulera seulement au XXe siècle faute d'entretien.

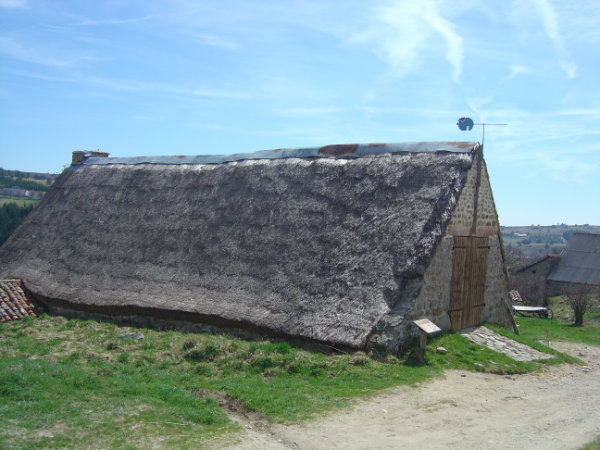
Jasserie du Coq Noir au Grand Genévrier

Vers 1750, l'ouverture de la route royale reliant Ambert et Montbrison va apporter à Saint-Anthème une plus grande attractivité et une extension. En effet, en 1851 soit un siècle plus tard, la commune comptera une population de 3 452 habitants, son apogée. Au cours de la période révolutionnaire de la Convention nationale (1792-1795), la commune a porté le nom de Pont-sur-Ance. De plus, de nombreuses fermes et jas furent construits au XIXe siècle notamment dans les hautes chaumes, terrain de pâturage pour les vaches en estive. Depuis, l'évolution de la société et l'exode rural font qu'aujourd'hui la commune a perdu beaucoup de ses habitants.
Dans la seconde moitié du XXe siècle, la commune s'est découverte une vocation touristique à travers la station Prabouré avec le premier télécorde en 1954 puis la création du plan d'eau en 1990.

## Politique et administration

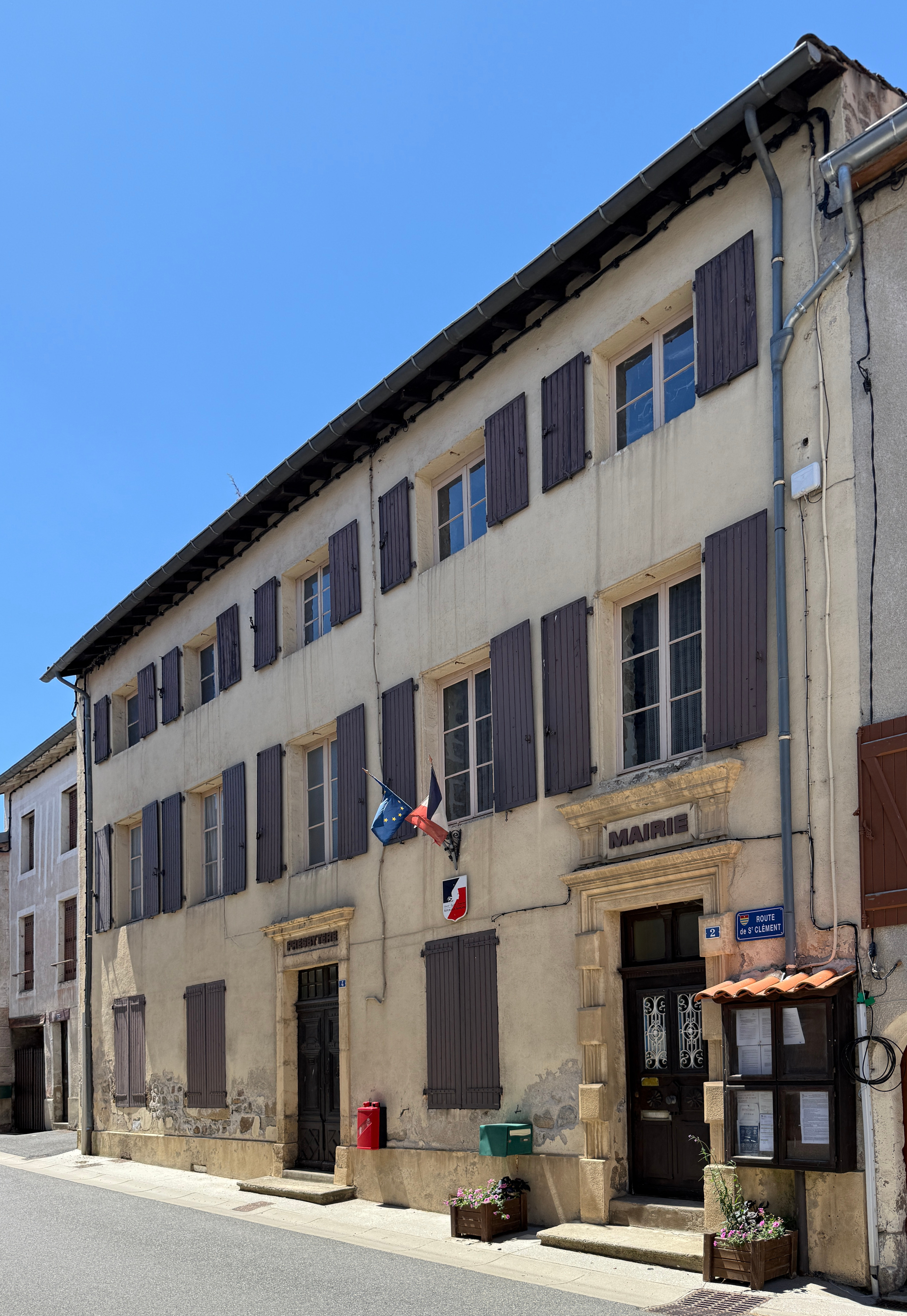
Mairie.

### Administration municipale
| Période                                  | Période                        | Identité                           | Étiquette | Qualité                                                |
| ---------------------------------------- | ------------------------------ | ---------------------------------- | --------- | ------------------------------------------------------ |
| Les données manquantes sont à compléter. |                                |                                    |           |                                                        |
| 1793                                     | 1798                           | Martin-Joseph Genevrier            |           |                                                        |
| 1798                                     | 1800                           | Mathieu Col                        |           | Président de l'administration municipale               |
| 1800                                     | 1813                           | Blaise Perret-Sichard              |           |                                                        |
| 1813                                     | 1815                           | Pelardy-Duroure                    |           |                                                        |
| 1815                                     | 1817                           | Blaise Perret-Sichard              |           |                                                        |
| 1817                                     | 1830                           | Thomas-Pierre-Mathurin Col Bouquet |           |                                                        |
| 1830                                     | 1831                           | Jean-Baptiste-Alcide Perret        |           |                                                        |
| 13 février 1831                          | 10 mai 1834                    | François Marie Couchard            |           |                                                        |
| 1834                                     | 1848                           | Thomas Pierre-Mathieu Col          |           |                                                        |
| 1848                                     | 1852                           | Claude-Alexandre Chenerelles       |           |                                                        |
| 1852                                     | 1856                           | Adolphe Col                        |           |                                                        |
| 1856                                     | 1866                           | Louis Rodary                       |           |                                                        |
| 1866                                     | 1884                           | Louis Blancheton                   |           |                                                        |
| 1884                                     | 1900                           | Camille Chapot                     |           |                                                        |
| 1900                                     | 1904                           | Louis Blancheton                   |           |                                                        |
| 1904                                     | 1909                           | Henri Solalier                     |           |                                                        |
| 1909                                     | 1911                           | Jean Chambas                       |           |                                                        |
| 1911                                     | 1920                           | Jean-Marie Fougerouse              |           |                                                        |
| Août 1920                                | 1935                           | Jules Tournilhac                   |           |                                                        |
| 1935                                     | juin 1940                      | Jean Golfier                       |           |                                                        |
| juin 1940                                | 1944                           | Jean Charlet                       |           |                                                        |
| 24 septembre 1944                        | mai 1945                       | Benoït Dechelle                    |           | Président de la délégation provisoire de la République |
| 17 mai 1945                              | mars 1959                      | Pierre Bœuf                        |           |                                                        |
| 12 mars 1959                             | décembre 1968                  | Pierre Barry                       |           |                                                        |
| 19 décembre 1968                         | juin 1980                      | Joannès Bayle                      |           |                                                        |
| 17 juin 1980                             | 31 juillet 1980                | Henri Chauve                       |           |                                                        |
| Août 1980                                | 1983                           | André Col                          |           |                                                        |
| mars 1983                                | mars 2001                      | Henri Jury                         | PS        | Conseiller général[précision nécessaire]               |
| mars 2001                                | mars 2008                      | Monique Champeix                   |           |                                                        |
| mars 2008                                | mars 2014                      | Yvan Col                           |           |                                                        |
| mars 2014                                | 2020                           | Jean-Claude Gagnaire               |           | Retraité                                               |
| 2020                                     | En cours (au 3 septembre 2020) | Georges Morison                    |           | Retraité                                               |

### Jumelages
- Chartres-de-Bretagne (France)

## Population et société

### Démographie
Les habitants de la commune sont appelés les Saint-Anthémois.
L'évolution du nombre d'habitants est connue à travers les recensements de la population effectués dans la commune depuis 1793. Pour les communes de moins de 10 000 habitants, une enquête de recensement portant sur toute la population est réalisée tous les cinq ans, les populations de référence des années intermédiaires étant quant à elles estimées par interpolation ou extrapolation. Pour la commune, le premier recensement exhaustif entrant dans le cadre du nouveau dispositif a été réalisé en 2004.

En 2022, la commune comptait 708 habitants, en évolution de +1,58 % par rapport à 2016 (Puy-de-Dôme : +2,1 %, France hors Mayotte : +2,11 %).
| 1793  | 1800  | 1806  | 1821  | 1831  | 1836  | 1841  | 1846  | 1851  |
| ----- | ----- | ----- | ----- | ----- | ----- | ----- | ----- | ----- |
| 2 493 | 3 017 | 3 155 | 3 003 | 3 286 | 3 201 | 3 425 | 3 442 | 3 452 |

| 1856  | 1861  | 1866  | 1872  | 1876  | 1881  | 1886  | 1891  | 1896  |
| ----- | ----- | ----- | ----- | ----- | ----- | ----- | ----- | ----- |
| 3 350 | 3 206 | 3 154 | 3 155 | 3 118 | 3 066 | 3 108 | 3 049 | 3 100 |

| 1901  | 1906  | 1911  | 1921  | 1926  | 1931  | 1936  | 1946  | 1954  |
| ----- | ----- | ----- | ----- | ----- | ----- | ----- | ----- | ----- |
| 3 079 | 3 043 | 2 978 | 2 563 | 2 374 | 2 276 | 2 261 | 2 047 | 1 708 |

| 1962  | 1968  | 1975  | 1982 | 1990 | 1999 | 2004 | 2006 | 2009 |
| ----- | ----- | ----- | ---- | ---- | ---- | ---- | ---- | ---- |
| 1 521 | 1 313 | 1 137 | 966  | 880  | 809  | 781  | 773  | 739  |

| 2014 | 2019 | 2022 | - | - | - | - | - | - |
| ---- | ---- | ---- | - | - | - | - | - | - |
| 711  | 706  | 708  | - | - | - | - | - | - |

### Sports et loisirs

#### Sports d'hiver
Une station de ski alpin Prabouré, est située sur la commune et est gérée par la communauté de communes de la Vallée de l'Ance. La station s'échelonne de 1 248 mètres à 1 377 mètres d'altitude et possède de sept pistes de descente desservies par trois téléskis et un fil-neige. Un second site de ski alpin a également existé sur la commune. Il s'agit de la station de Haute-vallée des Supeyres, inaugurée à la fin des années 1960, fermée en 1981 et démontée en 2007. On pratique également le ski de fond sur les pistes du site nordique des Crêtes du Forez.

#### Sports d'été
L'été la station Prabouré offre une large gamme d'activités allant de la tyrolienne la plus haute du massif central au toboggan sec le plus haut de France. Ajouté à cela de la via ferrata, des trottinettes et dévalkarts de descente, des filets suspendus et biens d'autres activités.
Un plan d'eau, créé dans les années 1990 pour donner un nouvel élan touristique, est assez fréquenté en été. L'entrée est payante en juillet et août et l'accès est libre le reste de l'année. Le plan d'eau est idéal pour se relaxer en profitant de l’air de la montagne et du paysage environnant. Il est entouré d'un parcours de santé et la qualité de l'eau permet une baignade en toute sécurité sanitaire. La baignade est surveillée à certaines heures et il est possible de manger sur des tables de pique-niques ou au snack ouvert en période estivale. Le plan d'eau offre aussi la possibilité de faire du pédalo ou du canoë.

## Culture locale et patrimoine

### Patrimoine

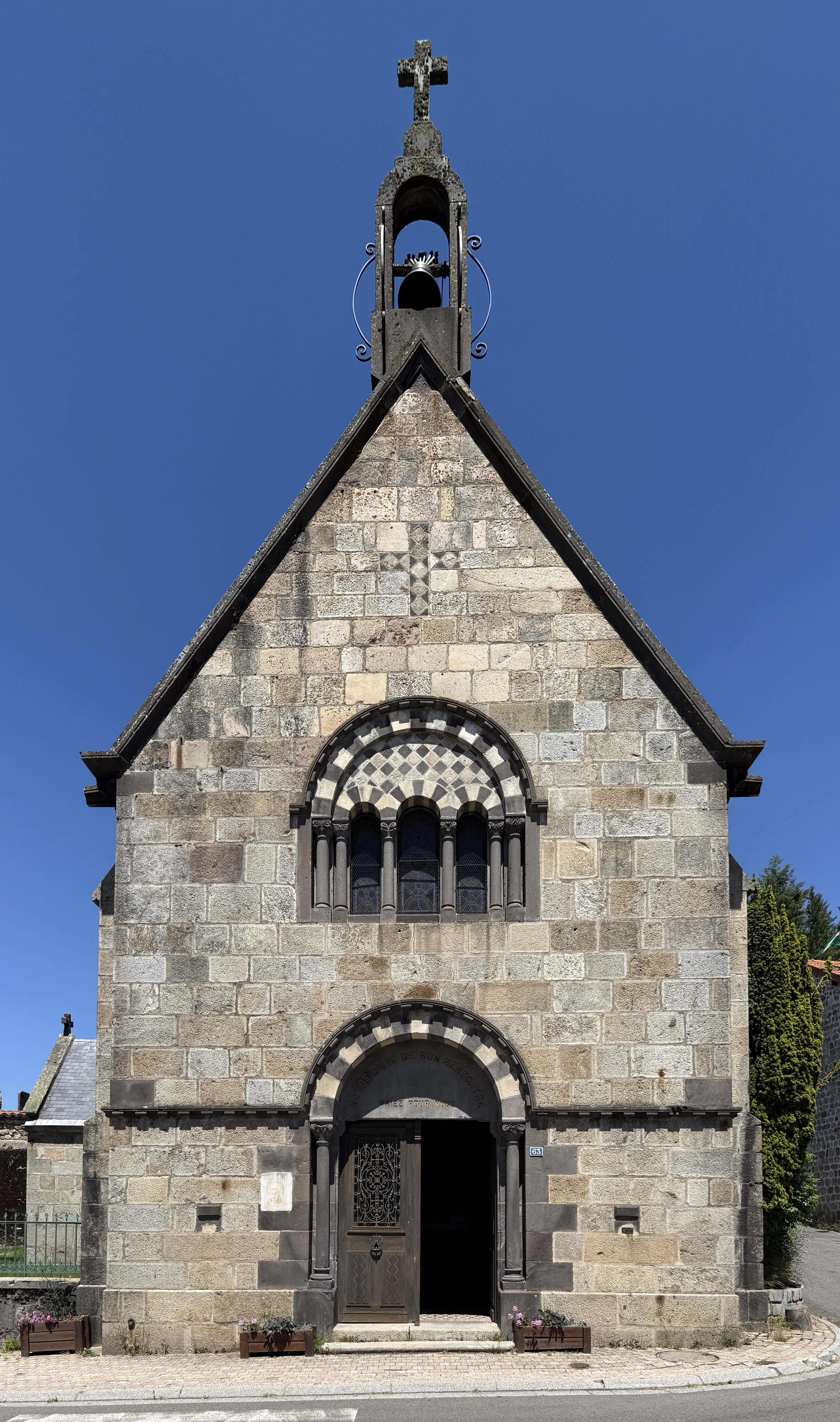
Chapelle Notre-Dame de Bon-Rencontre.
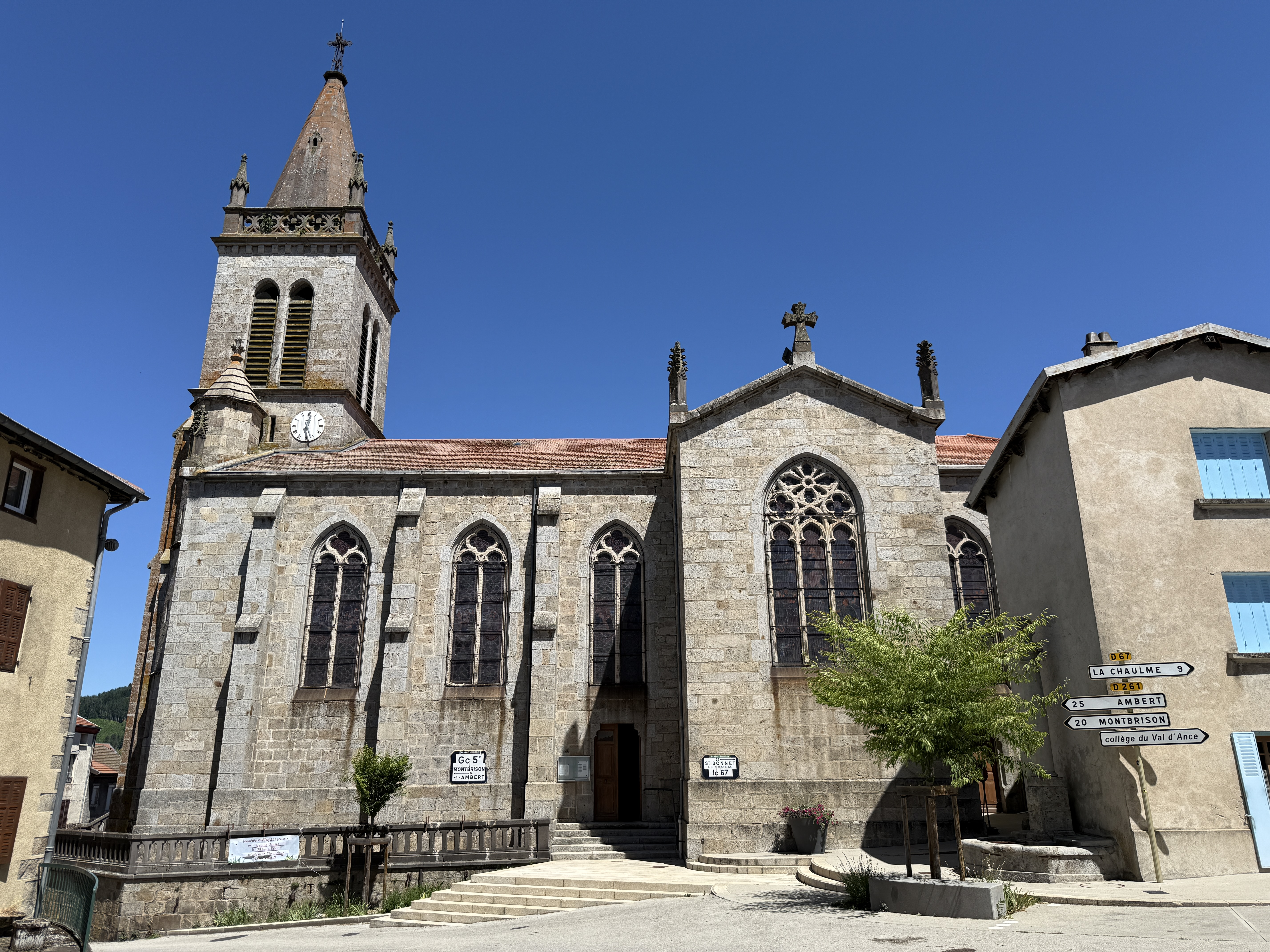
Église Saint-Anthème.
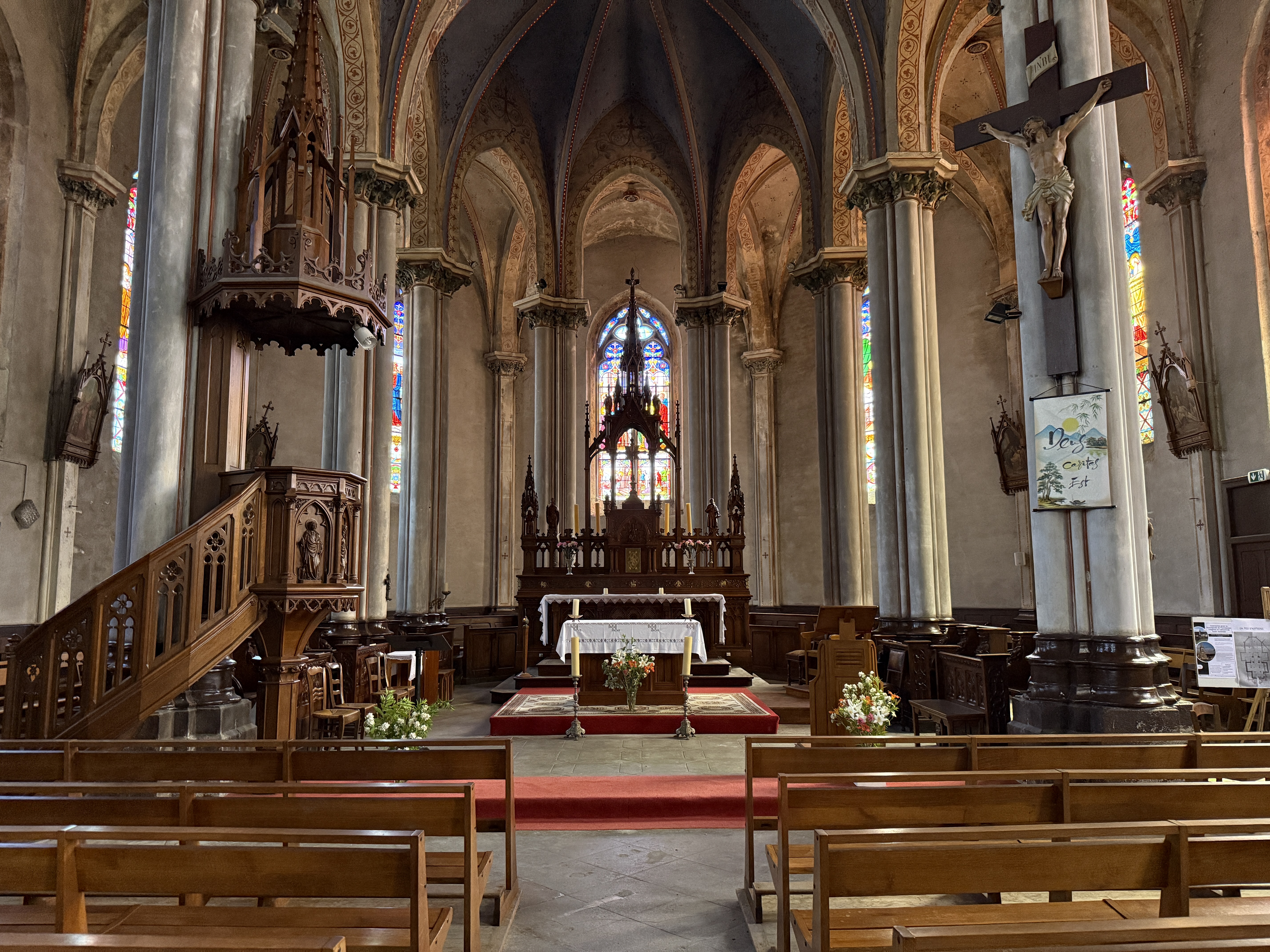
Intérieur de l'église Saint-Anthème.
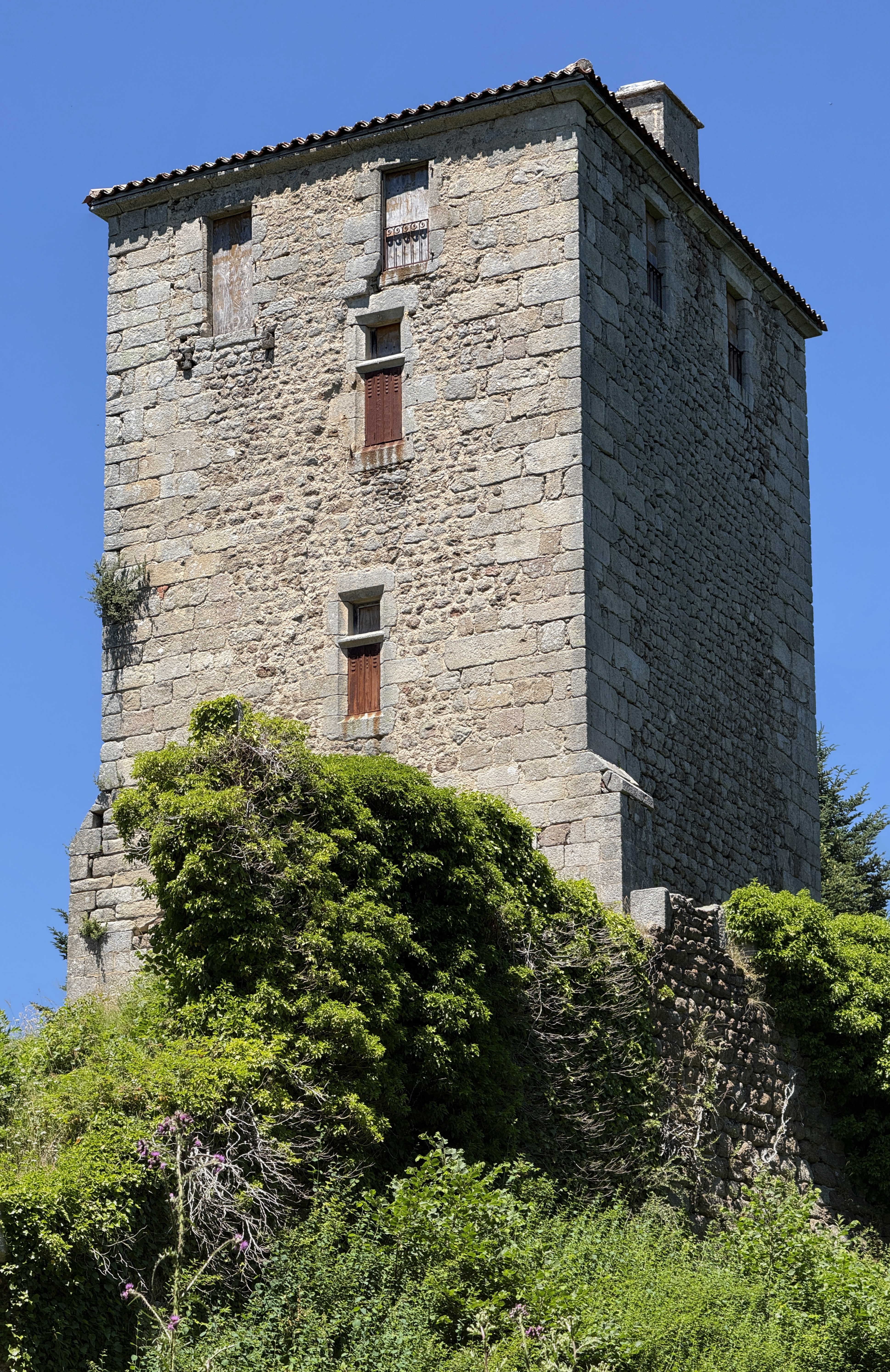
Château de la Roue.
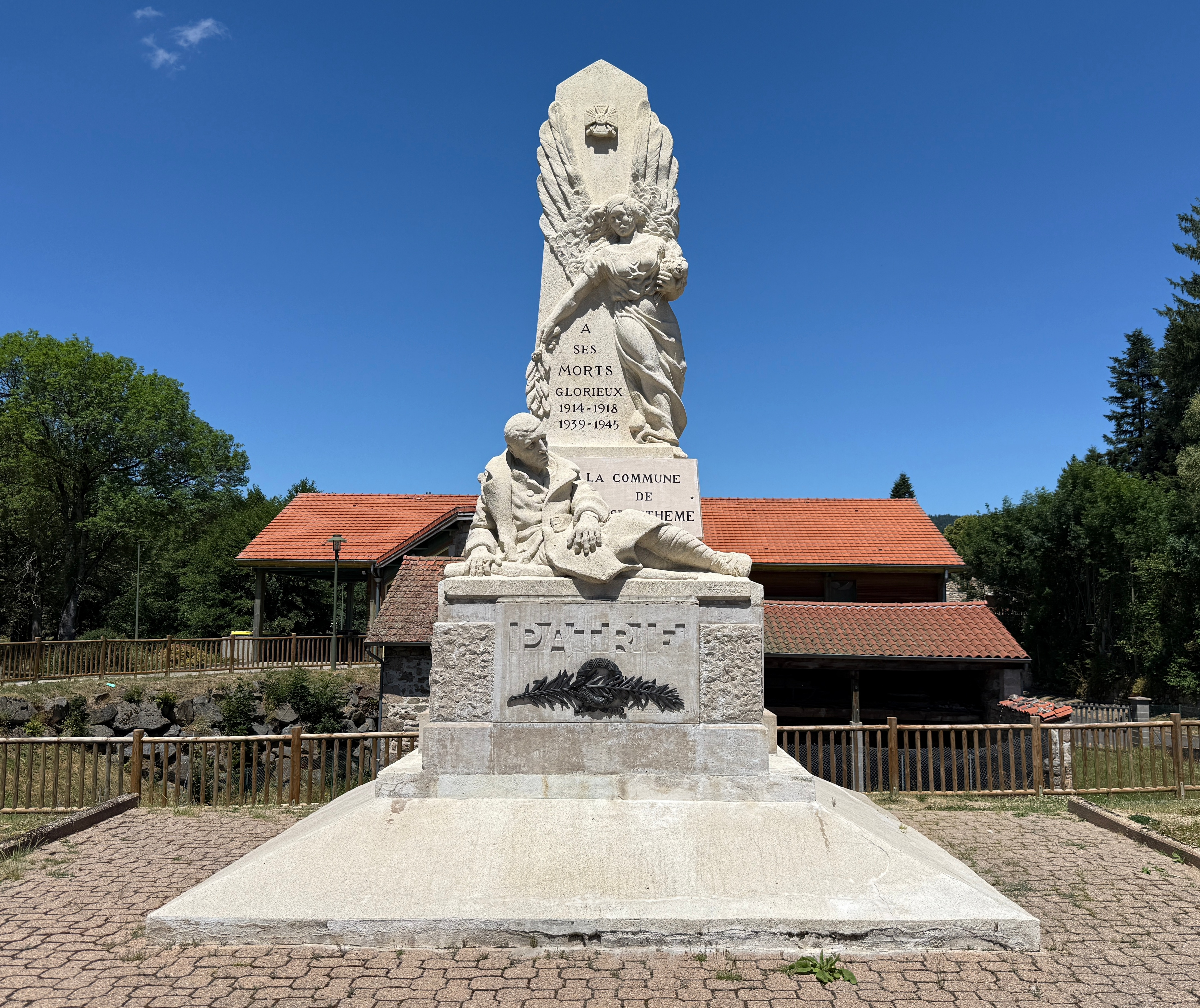
Monument aux morts.

Le village de Saint-Anthème est très ancien, avec des restes d'habitation gallo-romaine découverts au lieu-dit Magoutoux, à la sortie du village en direction du col des Supeyres. Toutefois, compte tenu de la rudesse du climat et de la dureté de la vie montagnarde, peu d'éléments architecturaux remarquables nous sont parvenus, aussi en raison de l'expansion économique connue au XIXe siècle, motivant la reconstruction des principaux édifices religieux.
Le village s'organisa au moyen âge autour d'un prieuré fondé vers l'an 1000 par des moines de l'abbaye de Manglieu. Ce prieuré était fortifié au XVIe siècle avec cinq tourelles reliées par des courtines, dont quatre ont été démolies depuis avec l'accroissement de la population à la fin du XVIIIe siècle et la construction de nombreuses maisons dans le village. L'une d'elles subsiste, adossée à l'ancien bâtiment religieux devenu collège, dans une cour étant à l'emplacement de l'ancien cloître du prieuré, derrière le chœur de l'église.
L'église Saint-Blaise, de style néo-gothique en pierre de granit et de lave d'Auvergne à l'extérieur et richement décorée à l'intérieur, fut achevée en 1896 et est venue remplacer l'ancienne église remontant à la création du prieuré au XIIe siècle. Elle a longtemps été considérée comme « la cathédrale des montagnes » tant sa superficie et la hauteur de ses voutes en ogive dépassent l'église originelle. Subsistent à l'intérieur deux pierres sculptées d'époque romane représentant Saint-Just et le Christ en majesté. 
La chapelle Saint-Just, de style néo roman auvergnat, a été construite en 1897 sur l'emplacement d'édifices précédents dont le plus ancien remonte au Moyen Âge. Située sur la rue principale du village, elle abrite la statue de Notre-Dame de Bon Rencontre et charme par l'alternance des coloris des pierres employées.
La maison forte du Chalard, bâtisse du XVIe siècle établie au nord-est du bourg, sur des fondations moyenâgeuses, aurait accueilli le jeune roi Louis XV au cours de l'un de ses déplacements en Auvergne. Elle est établie sur des fondations plus anciennes, et subsiste sur le côté une vieille motte castrale.
Dans le bourg, quelques vieilles maisons médiévales et fontaines subsistent, ainsi qu'un portail renaissance de l'ancien château du bourg, sur la route en direction de Viverols, peu après la Mairie. Deux belles maisons du XVIIIe siècle s'élèvent sur cette route, l'une comprend la mairie qui voisine avec l'ancien presbytère. L'autre est un cabinet médical aujourd'hui.
Le château de la Roue, formé d'un haut donjon entouré d'une enceinte défensive sur les hauteurs du village, est tombé en abandon à la fin du XXe siècle et trône sur une partie de la vallée (propriété privée).
La jasserie du Coq noir, ancienne ferme d'estive située à 2,5 km du col des Supeyres.

### Fromage

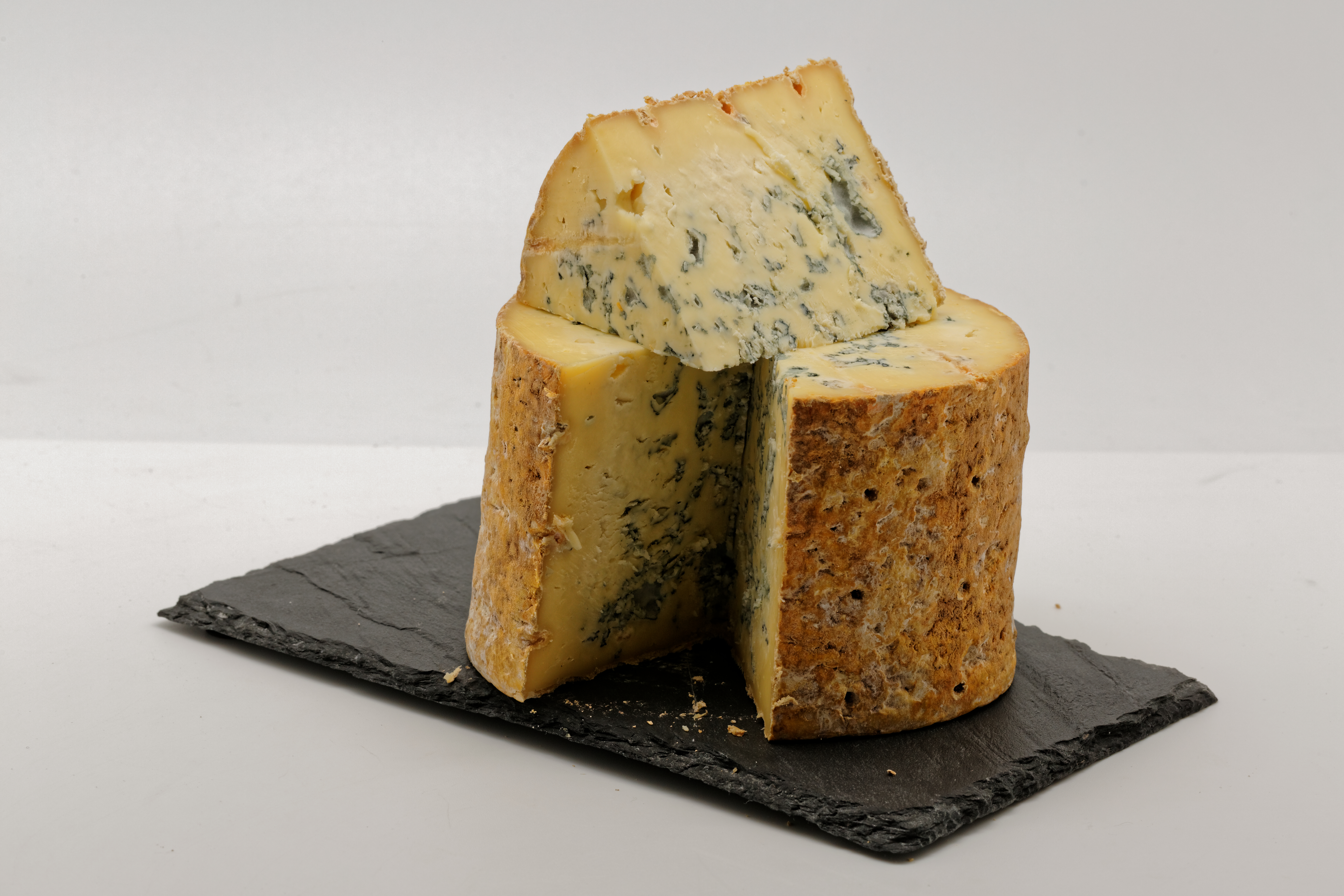
Fourme de Montbrison

La région de Saint-Anthème produit une fourme incluse dans l'AOP Fourme de Montbrison.

### Patrimoine naturel
- La commune de Saint-Anthème est adhérente du parc naturel régional Livradois-Forez, avec une absence de 2010 à 2017.

### Faits divers

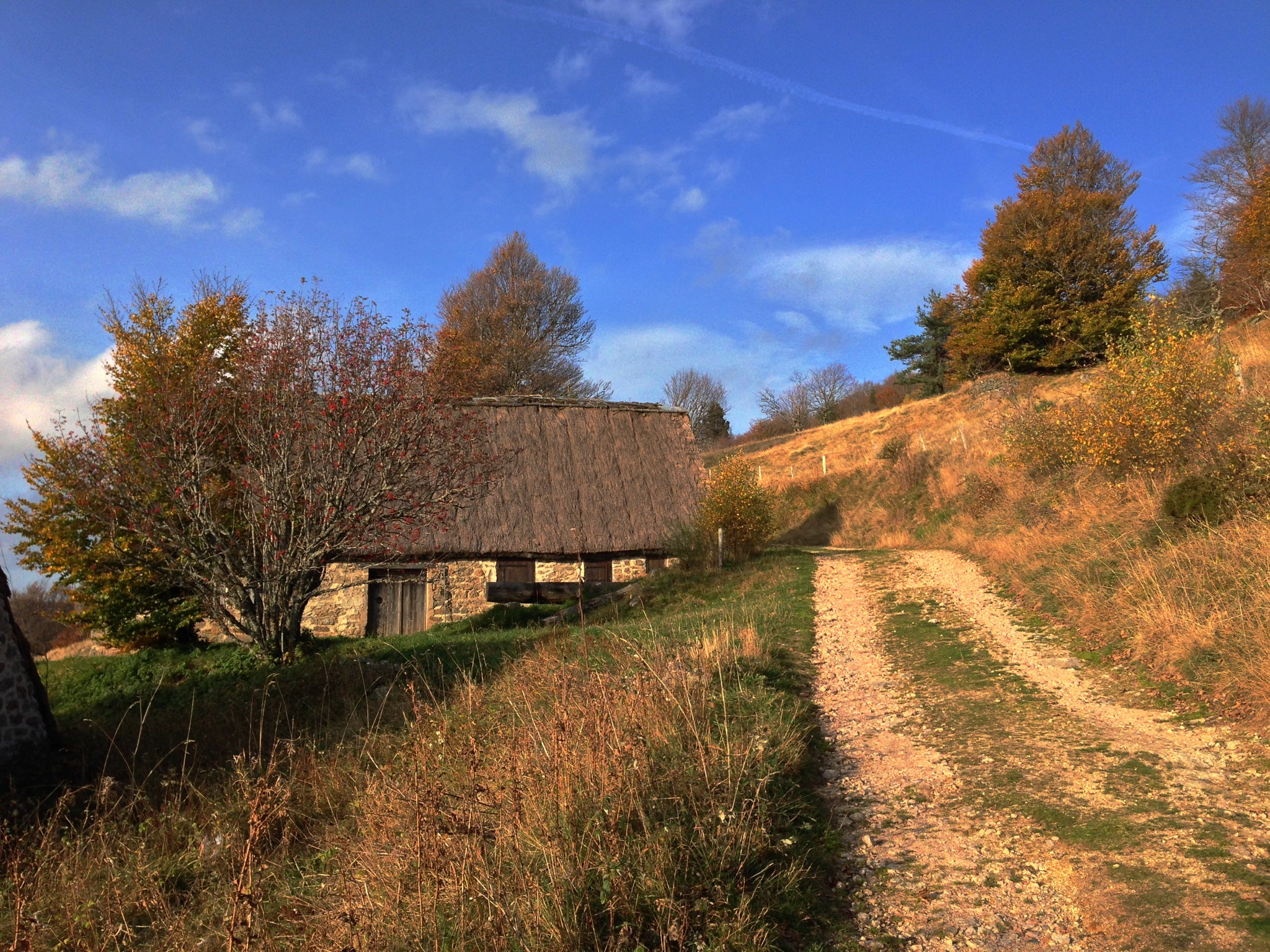
Buron des Supeyres.

En 1974, des phénomènes étranges sont constatés à l'intérieur d'une ferme comme des apparitions d'aiguilles dans la panse des vaches ou de pierres sur un lit. Un exorciste a même été envoyé sur place pour chasser les mauvais esprits.

### Personnalités liées à la commune
- Eugène Chassaing (1876-1968), conseiller municipal, conseiller général, député et sénateur sous la Troisième République et la Quatrième République.
- Dominique Fernandez (né en 1929), écrivain qui dans son roman L'École du Sud transpose Saint-Anthème en Saint-Arverne.
- Georges Colomb, né à Saint-Anthème en 1953, supérieur général de la société des Missions étrangères de Paris, évêque de La Rochelle et Saintes ordonné le 5 mai 2016.